# Blatnica (kanton hercegowińsko-neretwiański)
Blatnica – wieś w Bośni i Hercegowinie, w Federacji Bośni i Hercegowiny, w kantonie hercegowińsko-neretwiańskim, w gminie Čitluk. W 2013 roku liczyła 975 mieszkańców, z czego większość stanowili Chorwaci.